# Kazuhisa Kono
Kazuhisa Kono (河野 和久 Kono Kazuhisa?,  nacido el 30 de diciembre de 1950 en Hiroshima) es un exfutbolista japonés que se desempeñaba como defensa.
En 1974, Kono jugó para la Selección de fútbol de Japón.

## Trayectoria

### Clubes
| Club    | País  | Año         |
| ------- | ----- | ----------- |
| Hitachi | Japón | 1969 - 1980 |

### Selección nacional
| Selección | País  | Año  |
| --------- | ----- | ---- |
| Absoluta  | Japón | 1974 |

## Estadística de equipo nacional
| Selección de Japón | Selección de Japón | Selección de Japón |
| Año                | Part.              | Goles              |
| ------------------ | ------------------ | ------------------ |
| 1974               | 1                  | 0                  |
| Total              | 1                  | 0                  |

## Palmarés

### Títulos nacionales
| Título                   | Club    | País  | Año  |
| ------------------------ | ------- | ----- | ---- |
| Japan Soccer League      | Hitachi | Japón | 1972 |
| Copa del Emperador       | Hitachi | Japón | 1972 |
| Copa del Emperador       | Hitachi | Japón | 1975 |
| Copa Japan Soccer League | Hitachi | Japón | 1976 |